# Macroperipatus valerioi
Macroperipatus valerioi is een ongewerveld dier dat behoort tot de stam van de fluweelwormen (Onychophora). De soort is endemisch in Costa Rica.

## Voorkomen
Macroperipatus valerioi komt alleen voor in regenwouden op circa 300 tot 400 meter boven zeeniveau in het kanton Parrita in de provincie Limón in Costa Rica.

## Kenmerken
Macroperipatus valerioi is een kleine fluweelworm van ongeveer 8,5 millimeter lang met een donkerbruine kleur.